# Hans Belting
Hans Belting (Andernach, 7 luglio 1935 – Berlino, 10 gennaio 2023) è stato uno storico dell'arte tedesco, specializzato soprattutto nell'arte del Medioevo, del Rinascimento e del XX secolo.
È anche un teorico dei media, un critico d'arte e uno specialista di imagologia.

## Biografia
Belting ha studiato storia dell'arte a Magonza e a Roma, conseguendo il dottorato nel 1959 all'università di Magonza. In seguito è stato Fellow alla Harvard University e al Dumbarton Oaks Institute di Washington.
Nel 1966 ottiene l'abilitazione alla libera docenza presso l'università di Amburgo e insegna a partire dal 1969 come professore ordinario presso l'università di Heidelberg; dal 1980 al 1992 insegna alla Università Ludwig Maximilian di Monaco. Dal 1992 fino al suo pensionamento nel 2002 è stato professore presso l'Institut für Kunstwissenschaft und Medientheorie della Staatliche Hochschule für Gestaltung a Karlsruhe. Dall'ottobre 2004 al settembre 2007 Belting ha diretto l'Internationale Forschungszentrum Kulturwissenschaften (IFK) a Vienna.

## Pubblicazioni

### Monografie
- 2013: Faces: Eine Geschichte des Gesichts, München, C. H. Beck (trad. it. Facce. Una storia del volto, Roma, Carocci editore, 2014).
- 2010: Spiegel der Welt: Die Erfindung des Gemäldes in den Niederlanden, München, C. H. Beck (trad. it. Specchio del mondo. L'invenzione del quadro nell'arte fiamminga, Roma, Carocci editore, 2016).
- 2009: Der Blick hinter Duchamps Tür. Kunst und Perspektive bei Duchamp, Sugimoto, Jeff Wall, Köln, Walther König.
- 2008: Florenz und Bagdad. Eine westöstliche Geschichte des Blicks, München, C. H. Beck, München (trad. it. I canoni dello sguardo. Storia della cultura visiva tra Oriente e Occidente, Torino, Bollati Boringhieri, 2010).
- 2005: Szenarien der Moderne: Kunst und ihre offenen Grenzen, Hamburg, Philo & Philo Fine Arts.
- 2005: Das echte Bild. Bildfragen als Glaubensfragen, München, C. H. Beck (trad. it. La vera immagine di Cristo, Torino, Bollati Boringhieri, 2007).
- 2004: Thomas Struth: museum photographs, London, Thames & Hudson.
- 2002: Hieronymus Bosch. Der Garten der Lüste, München, Prestel.
- 2001: Bild-Anthropologie. Entwürfe für eine Bildwissenschaft, München, Fink (trad. it. Antropologia delle immagini, Roma, Carocci editore, 2011).
- 1999: Identität im Zweifel. Ansichten der deutschen Kunst, Köln, DuMont
- 1998: Das unsichtbare Meisterwerk: die modernen Mythen der Kunst, München, C.H. Beck (trad. it. Il capolavoro invisibile. Il mito moderno dell'arte, Roma, Carocci editore, 2018).
- 1995: Das Ende der Kunstgeschichte - Eine Revision nach zehn Jahren, München, C.H.Beck.
- 1992: Die Deutschen und ihre Kunst. Ein schwieriges Erbe, München, C.H.Beck (trad. it. I tedeschi e la loro arte. Un'eredità difficile, Milano, Il Castoro, 2005).
- 1990: Bild und Kult. Eine Geschichte des Bildes vor dem Zeitalter der Kunst, München, C.H.Beck (trad. it. Il culto delle immagini. Storia dell'icona dall'età imperiale al tardo Medioevo, Roma, Carocci editore, 2001 - seconda ed. italiana rivista e aumentata: Roma, Carocci editore, 2022, ISBN 9788829010769).
- 1985: Giovanni Bellini : Pietà : Ikone und Bilderzahlung in der venezianischen Malerei, Frankfurt a.M., Fischer (trad. it. Giovanni Bellini: la Pietà, Modena, F. C. Panini, 1996).
- 1984: Max Beckmann: die Tradition als Problem in der Kunst der Moderne, München, Dt. Kunstverl.
- 1983: Das Ende der Kunstgeschichte?, München, Dt. Kunstverlag (trad. it. La fine della storia dell'arte o la libertà dell'arte, Torino, Einaudi, 1990).
- 1981: Das Bild und sein Publikum im Mittelalter: Form und Funktion früher Bildtafeln der Passion, Berlin, Mann (trad. it. L'arte e il suo pubblico: funzione e forme delle antiche immagini della passione, Bologna, Nuova Alfa, 1986).
- 1979: Die Bibel des Niketas: ein Werk der höfischen Buchkunst in Byzanz und sein antikes Vorbild, in collaborazione con G. Cavallo, Wiesbaden, Reichert.
- 1970: Das illuminierte Buch in der spätbyzantinischen Gesellschaft, Heidelberg, C. Winter.
- 1962: Die Basilica dei Ss. Martiri in Cimitile und ihr frühmittelalterlicher Freskenzyklus, Wiesbaden, Steiner.